# 사이스 (래퍼)
사이스(2002년 11월 7일 ~)는 대한민국의 래퍼다. 2021년 싱글 Chanel Bbac으로 데뷔했다.

## 방송
- 고등래퍼 2 (2018) - Top12(11위)
- 고등래퍼 4 (2021) - Top32

## 음반
- 고등래퍼2 팀대항전 Part 3 (2018)
- 고등래퍼2 Final (2018)
- Chanel Bback! (2021)
- Young Man (2021)